# Libertad Blasco-Ibáñez Blasco
Libertad Blasco-Ibáñez Blasco (València, 1895-1988) va ser una exiliada valenciana.
És la primera dona espanyola a portar el nom Llibertat, triat pel seu pare, Vicente Blasco Ibáñez, i inspirat en el lema de la revolució francesa. Va estar casada amb l'editor de Prometeo, Fernando Llorca, i es va exiliar l'any 1938 per causa de la Guerra Civil Espanyola. Va creuar els Pirineus cap a França i posteriorment va assentar-se a Mèxic.
El 1945 va participar com a guionista en l'adaptació cinematogràfica de La Barraca. La pel·lícula va obtindre 10 premis Ariel en 1946, amb la primera edició dels guardons del cinema mexicà, incloent el de millor guió adaptat.
Va tornar a València durant tres dies en la dècada de 1960, per visitar al seu germà malalt i va poder establir-se a Espanya una vegada acabada la dictadura.
De tots els fills de l'escriptor, Libertad va ser qui més esforços va dedicar per custodiar l'obra del pare, escrivint una biografia que seria publicada per l'Ajuntament de València l'any 2017.